# Groupe Intereconomía
Le groupe Intereconomía (en espagnol : Grupo Intereconomía) est un groupe de presse espagnol fondé en 1995, de ligne éditoriale conservatrice.